# 莫拉納·沙賀菲·沙赫
莫拉纳·沙贺菲·沙赫 （英语: Moulana Sahvi Shah，1923年2月23日—1979年5月15日）, 是印度大陆伊斯兰教苏菲派学者, 诗人。他的爸爸是高希·沙赫, 他的名字是夏克·阿克巴尔·伊本·阿拉比。